# Gasteroagaricoides
Gasteroagaricoides is een monotypisch geslacht van schimmels behorend tot de familie Psathyrellaceae. Het bevat alleen Gasteroagaricoides ralstoniae.